# 3 (The Script album)
#3 är det irländska bandet The Scripts tredje album. Det släpptes den 7 september 2012. Albumet kom på plats 59 på Sverigetopplistan under september 2013.

## Spårlista
| Nr           | Titel                          | Låtskrivare                                  | Längd |
| ------------ | ------------------------------ | -------------------------------------------- | ----- |
| 1.           | Good Ol' Days                  | Danny O'Donoghue, Mark Sheehan, Ben Sargeant | 4:23  |
| 2.           | Six Degrees of Separation      | O'Donoghue, Sheehan, Kipner, Frampton        | 3:52  |
| 3.           | Hall of Fame (feat. will.i.am) | O'Donoghue, Sheehan, Jimbo Barry             | 3:22  |
| 4.           | If You Could See Me Now        | O'Donoghue, Sheehan, Kipner, Frampton        | 3:39  |
| 5.           | Glowing                        | O'Donoghue, Sheehan, Barry                   | 4:46  |
| 6.           | Give the Love Around           | O'Donoghue, Sheehan                          | 4:24  |
| 7.           | Broken Arrow                   | O'Donoghue, Sheehan                          | 4:34  |
| 8.           | Kaleidoscope                   | O'Donoghue, Sheehan                          | 3:41  |
| 9.           | No Words                       | O'Donoghue, Sheehan, Barry                   | 4:05  |
| 10.          | Millionaires                   | O'Donoghue, Sheehan, Kipner, Frampton        | 3:11  |
| Total längd: | Total längd:                   | Total längd:                                 | 44:41 |

| 1. | Moon Boots                                                   | O'Donoghue, Sheehan                   | 4:11  |
| 2. | Hurricanes                                                   | O'Donoghue, Sheehan                   | 4:40  |
| 3. | Hall of Fame (Original version)                              | O'Donoghue, Sheehan, Barry            | 3:23  |
| 4. | Breakeven (Live från Aviva Stadium, Dublin)                  | O'Donoghue, Sheehan, Kipner, Frampton | 5:38  |
| 5. | The Man Who Can't Be Moved (Live från Aviva Stadium, Dublin) | O'Donoghue, Sheehan, Kipner, Frampton | 4:55  |
| 6. | Talk You Down (Live från Aviva Stadium, Dublin)              | O'Donoghue, Sheehan, Kipner, Frampton | 4:58  |
| 7. | For the First Time (Live från Aviva Stadium, Dublin)         | O'Donoghue, Sheehan, Kipner, Frampton | 5:04  |
| 8. | Making Of #3 (Video)                                         |                                       | 11:41 |